# بورت دو فانسان (مترو باريس)
بورت دو فانسان (بالفرنسية: Porte de Vincennes)‏ هي محطة مترو تابعة لمترو باريس تقع في فرنسا في الدائرة الثانية عشرة في باريس.[بحاجة لمصدر]